# ジェリー・ベイカー (1938年4月生のサッカー選手)
ジェラード・オースティン・ベイカー（英語: Gerard Austin Baker、1938年4月11日 - 2013年8月24日）は、アメリカ合衆国とイングランド、スコットランドの元サッカー選手、元サッカー指導者。元アメリカ合衆国代表。選手時代のポジションはFW。

## クラブ歴
1949年5月にチェルシーFCに加入した。ユースからサードチーム、セカンドチームでプレーして1956年9月26日にサザン・フラッドライト・カップでトップチーム初出場を記録したが、同年にホームシックでスコットランドに戻った。
同年12月にマザーウェルFCに加入し、左ウイングを務めた。しかしイアン・セント・ジョンとパット・クインに押し出され、セント・ミレンFCに移籍した。
セント・ミレンではマザーウェルFC戦で移籍後初出場初得点を記録し、2-1の勝利に貢献した。なおこの時の相手チームには弟が在籍していた。1959年4月25日のスコティッシュカップ決勝では決勝点を決め、タイトル獲得に貢献した。なおこのシーズンのスコティッシュカップの彼は全ラウンドで得点を記録しており、合計8得点であった。1960年1月30日のグラスゴー・ユニヴァーシティFC戦では10得点を記録し15-0の歴史的記録を創りだした。
この頃にはイングランドでも知られるようになり、1960年11月にマンチェスター・シティFCに1万7000ポンドで完全移籍した。彼と入れ替わる形でジョン・マクタヴィッシュが人的補償として移籍している。しかし在籍は1年に止まり、翌年11月にハイバーニアンFCが1万8000ポンドで獲得した。
1963年12月にイプスウィッチ・タウンFCが2万5000ポンドで彼を獲得し、151試合66得点の結果を残した。
1967年11月にコヴェントリー・シティFCに移籍した。1969年10月にブレントフォードFCに期限付き移籍し、シーズン末に放出された。
その後はマーゲートFCで選手兼任監督を務めたが、1970年8月に肩を脱臼、同年11月には肋骨を骨折と怪我に見舞われた。それでも1971年9月30日に退団するまでに48試合16得点の記録を残した。その後、ナニートン・バラFC、ベッドワース・ユナイテッドFC、ウスター・シティFCに在籍し引退した。

## 代表歴
1968年10月17日に行われた1970 FIFAワールドカップ・予選のカナダ代表戦で代表初出場を記録した。翌月2日のバミューダ諸島代表戦では2得点を記録、この2ヶ月で6試合の出場を記録した。
代表最後の出場は1969年5月11日に行われたハイチ代表戦であった。

## 指導歴
1970年に加入したマーゲートでは選手兼任監督として監督も務めた。

## 引退後
引退後はジャガーの工場に勤務した。
2007年5月にセント・ミレンの殿堂入りを果たした。2013年8月に75歳で歿した。

## 私生活
父はイングランド人で母はスコットランド人。1歳の時にリヴァプール近郊に引っ越したが、第二次世界大戦の戦火から逃れるためにすぐにマザーウェルに転居した。
弟のジョー・ベイカーはイングランド代表のサッカー選手。娘のロレーヌ・ベイカー＝ストレインはイングランドの中距離陸上選手、孫のライアン・ストレインはオーストラリア代表のサッカー選手である。